# HistoScanning

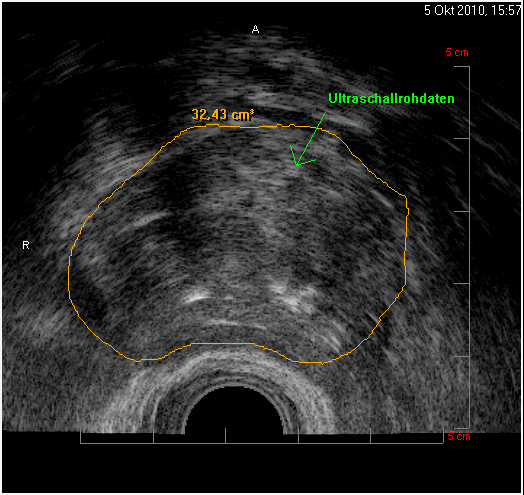
Herkömmliches Querschnittbild der Prostata (Rohdatenwiedergabe) ohne auffälligen Befund

Prostate HistoScanning (HS) (Schreibweise des Herstellers) ist ein ultraschallbasiertes Diagnoseverfahren bzw. das entsprechende Gerät, das seit 2008 zur Erkennung von Prostatakrebs eingesetzt wird. Es beruht darauf, das Bildrauschen zu analysieren, welches normalerweise aus Ultraschallbildern als Störung ausgefiltert wird. Frequenzmischung und Stärke des Rauschens werden durch Gewebeeigenschaften wie Wassergehalt, Zellgröße, und Blutgefäßdichte beeinflusst. Man kann also Rückschlüsse auf Unterschiede im Gewebe ziehen, die im Ultraschallbild nicht zu sehen sind.
Zielgruppe sind Männer mit Verdacht auf Prostatakrebs, der meist durch einen Anstieg des PSA im Blut begründet ist. Da dies in höheren Lebensjahren extrem häufig ist, und die Operation oder Bestrahlung der Prostata starke Nebenwirkungen hat, muss man die zu behandelnden Patienten sorgfältig auswählen. Das Ziel der HS ist es, klinisch bedeutsame Prostatakrebsherde (d. h. solche mit bösartigem Verhalten) so genau zu orten, dass man sie mit einer Nadel erreichen kann. Die gegenwärtig übliche, ungezielte 12-Quadranten-Biopsie der ganzen Prostata könnte dann durch eine gezielte Nadelbiopsie abgelöst werden.
Da man die Rauschdaten mit einem leicht modifizierten, modernen Ultraschallgerät ohnehin erfasst, wäre die HS-Methode überall ambulant anwendbar. HistoScanning tritt damit in Konkurrenz zu Methoden wie der computergestützten transrektalen Sonografie (C-TRUS), der kontrastmittelverstärkten Sonographie, und der multiparametrischen MRI, die alle relativ teuer sind und nicht flächendeckend angeboten werden.
HS ist bisher kein etabliertes Verfahren, in Deutschland trägt die gesetzliche Krankenversicherung die Kosten nicht. Patente, Namensrechte und Alleinvertrieb liegen bei dem Schweizer Unternehmen R-Action Distribution Sàrl.

## Funktionsprinzip

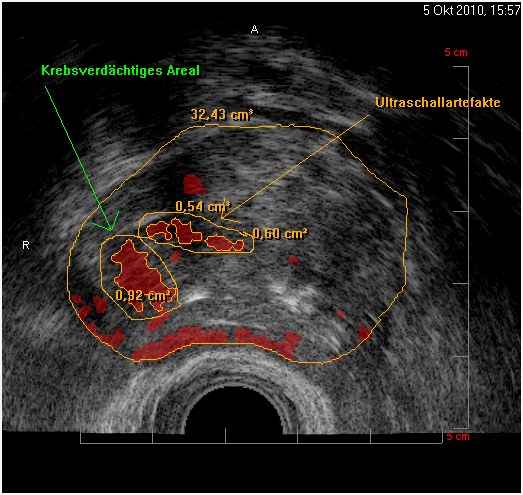
HistoScanning-Befund: rot markiert die krebsverdächtigen Areale, auf der rechten Seite der Prostata gelegen

Bei Ultraschallbildgebungsverfahren werden die gewonnenen Ultraschalldaten umgesetzt in Grautöne, um so ein Bild zu erzeugen und vorhandene Strukturen zu visualisieren. HistoScanning ist kein Ultraschallbildgebungsverfahren, sondern Ultraschall wird lediglich quasi als „Werkzeug“ eingesetzt. Idee der Entwickler war, eine KI auf die Erkennung von Prostatakrebs zu trainieren, indem man sie mit Sonografiedaten und dazu korrespondierenden Gewebeschnitten füttert. Der Trainingsdatensatz bestand aus den Daten von 14 Patienten, deren Prostata operativ entfernt und vollständig histologisch aufgearbeitet worden war. Der Schallkopf liegt im Enddarm und scannt die Prostata vollständig ab. Drei Algorithmen berechnen Zelldichte, Heterogenität, und Vaskularisierung, und überlagern diese Parameter dem Ultraschallbild farbig.
Diese Gewebedifferenzierung soll dem Anwender eine visuelle Entscheidungshilfe sowohl bei dem Befund wie auch zur Planung einer möglichen nötigen Behandlung bieten. Ob es sich bei den markierten Arealen tatsächlich um Tumorgewebe handelt, kann nur eine anschließende Biopsie feststellen.
Eine Weiterentwicklung stellt die sogenannte „TT = True-Targeting“ Software dar, die es erlaubt, nach abgeschlossener Diagnose/Auswertung als suspekt kategorisierte Areale gezielt HistoScanning-gesteuert „real-time“ bei der Biopsie anzusteuern, um verlässlicher die verdächtigen Areale auch zu treffen. Die neueste technische Entwicklung geht dahin, eine Fusion der HistoScanning-Ergebnisse mit MRT-Bildern oder anderen Diagnoseverfahren zu ermöglichen, um im Vergleich noch genauere Vorhersagen treffen zu können. Auch eine Fusion mit Behandlungssoftware (z. B. HIFU, Kryo oder Brachytherapie) sollte dann möglich sein, um so den Eingriff gezielt zu steuern. Diese Technologien sind derzeit noch in der Entwicklung.

## Literatur

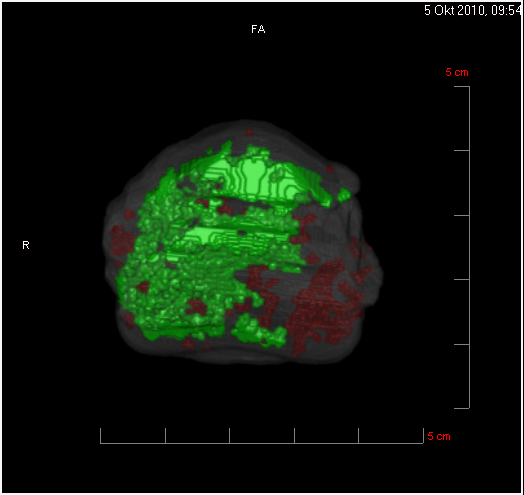
HistoScanning-Befund: 3-dimensionales Bild der zusammengesetzten Querschnitte. Tumorausdehnung rechte Prostatahälfte (grün). Linksseitig kaum Tumor, somit Nervenerhalt möglich.

## Studienlage
Die hervorragenden ersten Ergebnisse (Braeckman et al. berichteten 100 % Sensitivität und 100 % NPV für Tumoren über 5 mm Größe) haben sich in den Folgejahren nicht bestätigt. Manche Autoren erreichten nur Sensitivitäten unter 30 % und NPV 50 %, wobei die größeren Studien tendenziell schlechtere Ergebnisse hatten. Wysock et al. zogen 2017 das Fazit, die Studienlage gebe dem Verfahren keine bedeutsame Rolle in der Diagnostik des Prostatakarzinoms. Andere Verfahren, insbesondere die mpMRI, seien deutlich besser geeignet. Die S3-Leitlinie der wissenschaftlich-medizinischen Fachgesellschaften rät explizit vom Einsatz ab. Die Kosten des Verfahrens (ca. 590 Euro) werden von der deutschen gesetzlichen Krankenversicherung nicht übernommen. Allerdings erstatten in der Regel sowohl Privatkassen wie auch Beihilfen ihren Mitgliedern diesen Aufwand.